# Stuart Gilbert
Stuart Gilbert (25 de octubre de 1883-5 de enero de 1969) fue un crítico literario y traductor inglés. Entre sus traducciones al inglés se encuentran las obras de André Malraux, Antoine de Saint-Exupéry, Georges Simenon, Jean Cocteau, Albert Camus y Jean-Paul Sartre. También colaboró en la traducción del Ulises, de James Joyce, al francés.

## Biografía
Gilbert nació en Kelvedon Hatch, Essex, el 25 de octubre de 1883, hijo único de un oficial retirado del ejército, Arthur Stronge Gilbert, y de su esposa, Melvina Kundiher Singh. Asistió al colegio Cheltenham y al Hertford College, de la Universidad de Oxford, obteniendo un Primer Grado en Classical Moderations por esa Universidad. Después de esto, se unió al Indian Civil Service en 1907, y tras cumplir el servicio militar en la Primera Guerra Mundial, sirvió como juez en Birmania hasta 1924. Entonces se retiró y se estableció en Francia con su esposa Moune, de origen francés (de soltera Marie Agnès Mathilde Douin). Permaneció en dicho país durante el resto de su vida, a excepción de una temporada que pasó en Gales, durante la Segunda Guerra Mundial.
Gilbert fue uno de los primeros estudiosos joyceanos. Leyó Ulises mientras estaba en Birmania, y la novela le causó un fuerte impacto. Su esposa contó cómo llegarían a conocer en persona a Joyce. Un día iban paseando por el Barrio Latino de París y pasaron junto a la librería Shakespeare and company, donde aparecían en un escaparate algunas páginas mecanografiadas de una traducción francesa del Ulises, realizada por Auguste Morel y Valery Larbaud. Gilbert señaló que había varios errores graves en la versión francesa, y entonces se presentó a Sylvia Beach, dueña de la librería, quien quedó impresionada por sus críticas a la traducción. Beach anotó su nombre y número de teléfono, y le comunicó que Joyce (que estaba ayudando en la traducción) se comunicaría con él. Aquí comenzó una amistad de muchos años entre Joyce y Gilbert. Éste publicó James Joyce's "Ulysses": A Study, en 1930 y, años después, en 1957, una colección de cartas del irlandés.
Stuart Gilbert en la última década de su vida tradujo numerosos textos para el editor de libros de arte suizo Albert Skira.
Gilbert murió en su casa de París, rue Jean du Bellay nº 7, el 5 de enero de 1969.
En el Harry Ransom Humanities Research Center, de la Universidad de Texas, se conserva abundante material sobre este intelectual, especialmente en lo tocante a su relación con James Joyce y a su trabajo como traductor. Este material consiste en correspondencia, diarios, cuadernos de notas, recortes de prensa, fotografías, etc., todo ello generado entre 1900 y 1985.